# Смит, Фредерик
Фредерик Смит (англ. Frederic Smith, 30 декабря 1805—16 февраля 1879) — английский энтомолог и мирмеколог.

## Биография
Был гравёром на меди, а затем стал заниматься систематикой и биологией перепончатокрылых насекомых, водящихся преимущественно в Англии. Считается одним из лучших знатоков этих насекомых; все таблицы в его многочисленных трудах исполнены им собственноручно. С 1850 г. и до конца жизни, Смит состоял ассистентом при Отделении Зоологии в Британском музее.
В 1862-1863 годах был президентом лондонского «Общества энтомологии» (Entomological Society of London), из которого позже возникло «Королевское энтомологическое общество Лондона» («Royal Entomological Society of London»).

## Важнейшие труды
- «Catalogue of Hymenopterous Insects in the Coll. of the British Museum» (Лондон, 1853—1859, 7 т.)
- «Nomenclature of Coleopterous Insects», Band 5 (1851), Band 6 (1852)
- «Catalogue of British Hymenoptera in the Coll. of the Br. M. Apidae-Bees, fossorial Hymenoptera Formicidae and Vespidae» (Л., 1855 и 1858)
- «Notes on Hymenoptera» (1863—1870)

## Муравьи
Смит описал много новых для науки видов и родов муравьёв, около названий которых до сих пор стоит его имя F.Smith. Всего им описано более 350 новых для науки видов муравьёв, среди которых (Подробнее здесь):
- 80 видов  рода Polyrhachis
- 58 видов  рода Camponotus, включая Camponotus senex Smith, F. 1858
- 24 видов рода Pseudomyrmex
- 22 видов рода Crematogaster
- 27 видов рода Pheidole

## Список новых родов
В 1852—1860 годах Ф. Смит выделил около 20 новых родов муравьёв, в том числе:
- 1852 — Tetraponera
- 1853 — Cataulacus, Orectognathus и др.
- 1857 — Cerapachys, Echinopla, Polyrhachis
- 1858 — Ectatomma, Paraponera, Pachycondyla
- 1859 — Podomyrma
- 1860 — Oecophylla, Strumigenys и др.